# Los Fastidios
Los Fastidios je italská street punková skupina hrající Oi! a hlásící se k SHARP skinheads. Založena byla ve Veroně v roce 1991, ale dnes ve skupině už působí pouze jeden ze zakládajících členů. Většina námětů textů skupiny z jejich ideologie, týká se např. sociálních problémů či boje proti diskriminaci.

## Diskografie
- Birra, oi! e divertimento (Skooter Rekords, 1994)
- Banana e scarponi (Skooter Rekords, 1995)
- Hasta la baldoria (Skooter Rekords, 1996)
- Oi! Gio (Skooter Rekords, 1997)
- Contiarno su di voi! (KOB Records, 1998)
- Radio boots (KOB Records, 2000)
- Fetter Skinhead (KOB Records, 2000)
- 1991–2001 Ten years tattooed on my heart (KOB Records, 2001)
- Guardo Avanti (KOB Records, 2001)
- Ora Basta (KOB Records, 2003)
- La verdadera fuerza de la calle (Amp Records Buenos Aires, 2003)
- Prawdziwa sila ulicy (Jimmy Jazz Records Poland, 2003)
- Siempre Contra (KOB Records, 2004)
- Sopra e sotto il palco – live 04 (KOB Records, 2005)
- Rebels´n´revels (KOB Records / Mad Butcher Records 2006)
- Un calcio ad un pallone (KOB Records / Mad Butcher Records 2006)
- All'Arrembaggio (Mad Butcher Records, 2009)
- Let's do it (LP/CD Kob Records, 2014)
- Bella ciao (KOB Records / 2015)
- So rude, so lovely (Kob Records / 2015)